# Hiraizumi
Hiraizumi (平泉町?, Hiraizumi-chō) è una cittadina giapponese della prefettura di Iwate, dove morì Minamoto no Yoshitsune, il grande eroe militare del Giappone prima dell'epoca medievale. È il primo sito del Tōhoku inserito dall'UNESCO nella lista dei siti Patrimonio dell'umanità.

## Descrizione
Hiraizumi è una bella città feudale ricca di templi buddhisti e di giardini lasciati in eredità dal ricco clan Ōshu Fujiwara, che regnò su questa zona nordorientale per tutto il XII secolo, sfruttando le sue miniere d'oro, la produzione della seta e l'allevamento dei cavalli. Tra le attrattive più importanti della città merita di essere citato il complesso templare di Chūson-ji, meta di uno dei viaggi del poeta Matsuo Bashō nel 1689. Ispirati ai principi del buddhismo, gli edifici di questo complesso sono perfettamente integrati nel circostante paesaggio naturale. Con il passare del tempo, le dispute feudali posero fine alla sua potenza, ma i visitatori non mancano di apprezzarne il fascino sobrio.

## Storia

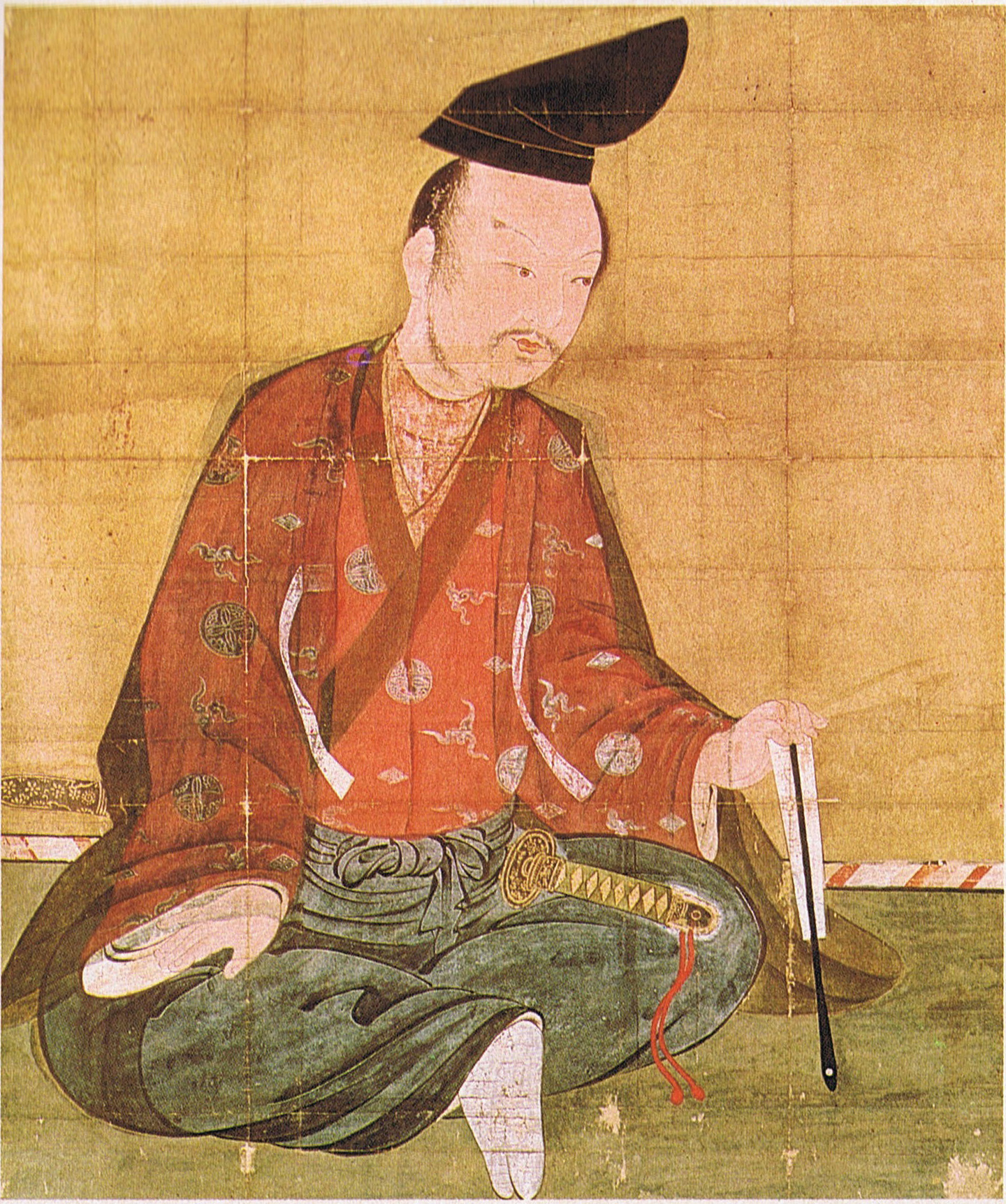
Dipinto di Minamoto no Yoshitsune. Preso a esempio come samurai, viene considerato il più grande guerriero della storia del Giappone.

Le strade moderne di Hiraizumi, insolitamente ampie per una cittadina rurale, ricordano vagamente la pianta di un'antica città sino-giapponese. A Hiraizumi si respira una strana melanconia. Sotto il selciato si avverte la presenza di una città perduta le cui fondamenta risalenti al XII secolo affiorarono in occasione degli scavi per il rifacimento di una residenza privata nel 1998. Costituita da una guarnigione e da due templi, Hiraizumi crebbe fino a diventare un centro di 100.000 abitanti, la perla del nord-est, quando Fujiwara no Kiyohira la trasformò in capoluogo di regione nel XII secolo. Fu una città opulenta, rivale persino di Kyoto per oltre un secolo.